# Allobates algorei
Allobates algorei е вид жаба от семейство Aromobatidae. Видът не е застрашен от изчезване.

## Разпространение
Разпространен е във Венецуела.

## Описание
Популацията на вида е стабилна.